# هزینه مصرف نهایی خانوار
هزینه مصرف نهایی خانوار (انگلیسی: Household final consumption expenditure)، به اختصار (HFCE) هزینهٔ مصرف کالاها و خدمات توسط خانوارهای مقیم است اعم از این‌که در داخل قلمرو اقتصادی یا درخارج از آن صورت گرفته باشد.

## محتوای مصرف نهایی خانوار
- منزل مسکونی خانوار به‌ دلیل این‌که کالایی است که توسط مالک آن برای ارائهٔ خدمات سکونتی به‌ کاررفته می‌شود، هزینهٔ تهیهٔ آن (خرید، احداث یا ایجاد آن) تشکیل سرمایهٔ ثابت محسوب شده و در مصرف نهایی منظور نمی‌شود. ارزش خدمات سکونتی که در مورد خانه‌های اجاری، مبلغ اجاره و در مورد خانه‌های ملکی اجارهٔ احتسابی است هزینهٔ مصرف نهایی خانوار محسوب می‌شود.
- هزینهٔ تهیهٔ اشیای گرانبها نیز مصرف نهایی نبوده و تشکیل سرمایهٔ ثابت است. اشیای گرانبها عمدتاً شامل کارهای هنری، سنگ‌ها و فلزات گرانبها و جواهرات طراحی شده از این سنگ‌ها و فلزات هستند.
- در مصرف نهایی خانوار فقط هزینهٔ رفع نیازهای شخصی اعضای خانوار و نه هزینه‌های صورت گرفته برای مقاصد شغلی منظور می‌شود.
- برآورد ارزش کالاها و خدماتی که خانوار از محل اشتغال اعضای خود و به عنوان جبران خدمات غیرنقدی دریافت می‌کند در مصرف نهایی منظور می‌شود.
- ارزش احتسابی کالاها و خدمات تولید شده توسط خانوار به‌عنوان یک بنگاه غیر شرکتی که توسط همان خانوار نیز مصرف می‌شود هزینه مصرف نهایی خانوار تلقی می‌شود.
- ارزش احتسابی خدمات واسطه گری‌های مالی و خدمات بیمه پس از تخصیص FISIM و ستاندهٔ خدمات بیمه به خانوار به‌عنوان مصرف نهایی خانوار محسوب می‌شود.
- ارزش احتسابی خدمات سکونتی خانوارهای مالک منزل مسکونی خود به عنوان مصرف نهایی خانوار منظور می‌شود.
- هزینهٔ تعمیرات جزئی و نگهداری منازل مسکونی شخصی هزینهٔ مصرف نهایی منظور نشده و به عنوان مصرف واسطه بخش املاک و مستغلات تلقی می‌شود.
- پرداخت‌های خانوار برای انواع جواز، گواهینامه، گذرنامه و نظایر آن مصرف نهایی خانوار منظور می‌شود.